# 万代町 (函館市)
万代町（ばんだいちょう）とは、北海道函館市にある町丁である。

## 概要
1931年（昭和6年）9月13日北海道庁公示により町名大改正されてできた町丁である。亀田川の旧河口域。町名は当初、1804年（文化元年）に箱館奉行所が架けた万年橋から取って万年町としようとしたが、当時東京の有名な貧民街の地名が下谷区の万年町であったために連想させると反対の意見があり、万代町としたものである。旧字名は海岸町、函館区大字亀田村字村内、函館区大字亀田村字万年橋、函館区大字亀田村字万年橋脇、函館区大字亀田村字有川通り、函館区大字亀田村字札幌通り、函館区大字亀田村字八幡社後手から一部ずつを合わせてできた。

### 旧字名の概要
海岸町
村内
万年橋
万年橋脇
有川通り
札幌通り
八幡社後手